# Cebrennus castaneitarsis
Cebrennus castaneitarsis là một loài nhện trong họ Sparassidae.
Loài này thuộc chi Cebrennus. Cebrennus castaneitarsis được Eugène Simon miêu tả năm 1880.